# Cantone di Rieux-Volvestre
Il Cantone di Rieux-Volvestre era una divisione amministrativa dell'Arrondissement di Muret.
A seguito della riforma approvata con decreto del 13 febbraio 2014, che ha avuto attuazione dopo le elezioni dipartimentali del 2015, è stato soppresso.

## Composizione
Comprendeva 10 comuni:
- Bax
- Gensac-sur-Garonne
- Goutevernisse
- Lacaugne
- Latrape
- Lavelanet-de-Comminges
- Mailholas
- Salles-sur-Garonne
- Rieux-Volvestre
- Saint-Julien-sur-Garonne